# Jorge Salazar
Jorge Salazar (* 1961 in Santa Clara (Kuba)) ist ein ehemaliger kubanischer Radrennfahrer und nationaler Meister im Radsport.

## Sportliche Laufbahn
Salazar trat 1985 mit einem Etappensieg in der Kuba-Rundfahrt erstmals international in Erscheinung. 1986 gewann er die nationalen Titel im Straßenrennen, im Einzelzeitfahren und im Mannschaftszeitfahren sowie die Goldmedaille bei den Zentralamerika- und Karibikspielen im Mannschaftszeitfahren mit Eduardo Alonso, Alfonso Roberto Rodríguez und Osmany Alvarez. Mit dem 5. Platz erreichte er seine beste Platzierung in der heimischen Kuba-Rundfahrt bei fünf Teilnahmen. 1988 gewann er die Rundfahrt Premio Internacional La Farola, die im Vorfeld der Kuba-Rundfahrt stattfand.
Er startete dreimal in der Internationalen Friedensfahrt. 1985 wurde er 83., 1988 77. 1989 90. des Endklassements.

## Familiäres
Sein Bruder Ricardo Salazar war ebenfalls Radrennfahrer und Mitglied der kubanischen Nationalmannschaft.